# María Natividad Cortés
María Natividad Cortés (Segle XIX, Lima) va ser una poeta peruana establerta a Lima, considerada una de les principals representants del romanticisme en la literatura peruana juntament amb altres com Carmen Potts.
Va publicar diversos poemes romàntics a la premsa peruana on manifestava sentiments d'amor, dolor, tristesa i desesperança. A les biografies contemporànies s'explica que era caritativa i profundament religiosa i que no va voler mostrar en públic la seva vida privada. De fet, no se'n coneixen ni les dates de naixement i defunció. Entre les principals obres que va publicar hi ha A un poeta, A una amiga, A María T. de Garcia i A una Niña. També s'han publicat dues recopilacions de les seves obres al Parnaso Peruano (1871) i Poetisas americanas (1875), amdues fetes per José Domingo Cortés.